# Svenja Würth
Svenja Würth (20 agosto 1993) è una combinatista nordica ed ex saltatrice con gli sci tedesca.

## Biografia
Attiva inizialmente nel salto con gli sci, ha debuttato in Coppa Continentale, la massima competizione femminile di salto prima dell'istituzione della Coppa del Mondo nella stagione 2012, il 6 agosto 2006 a Klingenthal, giungendo 25ª. Ha esordito in Coppa del Mondo il 7 gennaio 2012 a Hinterzarten (5ª) e ai Campionati mondiali a Val di Fiemme 2013, classificandosi 21ª nel trampolino normale. Ha ottenuto il primo podio in Coppa del Mondo il 12 febbraio 2017 a Ljubno (3ª); ai successivi Mondiali di Lahti 2017 ha vinto la medaglia d'oro nella gara a squadre mista dal trampolino normale e si è classificata 6ª nel trampolino normale.
Dalla stagione 2020-2021 si dedica alla combinata nordica: ha esordito in Coppa del Mondo il 18 dicembre 2020 a Ramsau am Dachstein (24ª); ai Mondiali di Oberhof 2021 si è piazzata 17ª nel trampolino normale e a quelli di Planica 2023 è stata 13ª nel trampolino normale. Non ha preso parte a rassegne Giochi olimpici invernali.

## Palmarès

### Combinata nordica

#### Coppa del Mondo
- Miglior piazzamento in classifica generale: 14ª nel 2023

### Salto con gli sci

#### Mondiali
- 1 medaglia:
  - 1 oro (gara a squadre mista dal trampolino normale a Lahti 2017)

#### Mondiali juniores
- 2 medaglie:
  - 1 argento (gara a squadre a Erzurum 2012)
  - 1 bronzo (gara a squadre a Liberec 2013)

#### Coppa del Mondo
- Miglior piazzamento in classifica generale: 10ª nel 2017
- 1 podio (individuale):
  - 1 terzo posto

#### Coppa Continentale
- Miglior piazzamento in classifica generale: 24ª nel 2016